# Sault-de-Navailles
Sault-de-Navailles – miejscowość i gmina we Francji, w regionie Nowa Akwitania, w departamencie Pireneje Atlantyckie.
Według danych na rok 1990 gminę zamieszkiwało 799 osób, a gęstość zaludnienia wynosiła 36 osób/km² (wśród 2290 gmin Akwitanii Sault-de-Navailles plasuje się na 519. miejscu pod względem liczby ludności, natomiast pod względem powierzchni na miejscu 456.).